# Lycaena burdigalensis
Lycaena burdigalensis är en fjärilsart som beskrevs av Lucas 1913. Lycaena burdigalensis ingår i släktet Lycaena och familjen juvelvingar. Inga underarter finns listade i Catalogue of Life.